# Дешковиця
Дешко́виця — село в Україні, у Закарпатській області, Хустському районі. Входить до складу Іршавської міської громади.

## Назва
Назва Deskófalva вперше згадується в 1581 році у грамоті, коли господар території між потоком Сіго і горою Стремтура Гаспар Магочі запросив Андраша Дешко заселити цю територію.
У 1672 році згадувався тодішній священик села Ласло Пап.

## Населення
Згідно з переписом УРСР 1989 року чисельність наявного населення села становила 619 осіб, з яких 299 чоловіків та 320 жінок.
За переписом населення України 2001 року в селі мешкало 690 осіб.

### Мова
Розподіл населення за рідною мовою за даними перепису 2001 року:
| Мова       | Відсоток |
| ---------- | -------- |
| українська | 99,57 %  |
| російська  | 0,29 %   |
| молдовська | 0,14 %   |

## Пам'ятки
У селі збереглася пам'ятка архітектури національного значення — дерев'яна церква Покрови Богородиці, збудована у XVIII ст. і перебудована у 1839 р.
Про священика згадують у 1672 р. Згадка про дерев'яну церкву належить до 1699 р. та 1778 р.
Теперішню дерев'яну церкву збудовано з дуба в селі Сільце в першій половині XVIII ст. Тоді вона була триверхою церквою бойківського або лемківського типу. З того часу збереглися зруби, два заломи колишнього шатрового верху над навою, шатрова стеля над вівтарем.
Храм перевезено в Дешковицю в 1839 році і перебудовано в стилі барокової базиліки. Про це зберігся напис на одвірку: «СЕЙ ДОМЪ БОЖІЙ КУПЛЕНЫЙ ОТ ВЕСИ СІЛЕЦКОЙ ДО ВІСИ ДЕШКОВИЦІ И СОЗДАНЪ POKY БОЖАГО AWЛΘ (1839) МЕСЯЦА ОКТОБРА».
До головного фасаду бабинця майстерно прибудовано двоярусну каркасну галерею. Над бабинцем височіє квадратна в плані вежа з глухим підсябиттям і двоярусним бароковим завершенням. Усередині бабинець має плоску стелю. Підлогу викладено плитами пісковика. На зрубі зберігався хрест з написом — АФНД (1554) Мешко Иван. Храм ремонтували в 1927 р.
Каркасна двоярусна дерев'яна дзвіниця Покровської церкви, збудована, очевидно, в 1839 p., належить до найцікавіших пам'яток цього жанру.

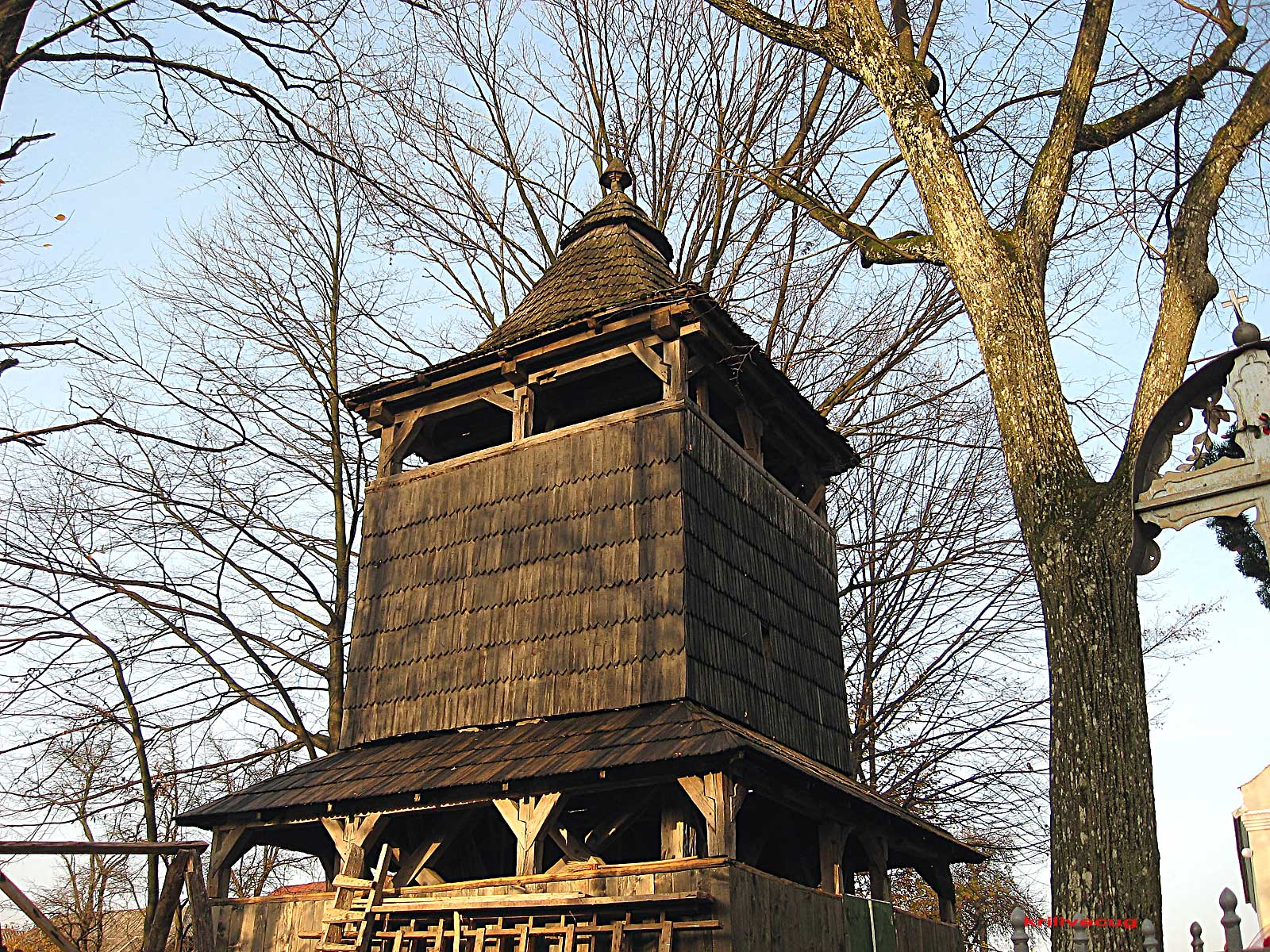
Дзвіниця церкви Покрови Богородиці

Додатково: Покровська церква

## Культура. Релігія
У Дешковиці, мешкає більша частина місцевої громади ноахідів, деякі родини живуть також в Іршаві та інших селах району; усього ця громада налічує біля 100 родин.

## Відомі уродженці
- Дешко Андрій Петрович (1816—1874) — педагог, історик, етнограф, фольклорист, літератор, який у 1856 році видав першу в р.імперії угорську граматику кіриллицею.
- Іванчо Мігаль Балінтович (*нар. 1942) — український майстер різьблення по дереву.

## Туристичні місця
- дерев'яний храм Покрови Богородиці, збудований у XVIII ст.
- синагога Бней Ноах
- юдейське кладовище